# Neuseeländische Cricket-Nationalmannschaft in England in der Saison 2008
Die Tour der neuseeländischen Cricket-Nationalmannschaft nach England in der Saison 2008 fand vom 27. April bis zum 3. Juli 2008 statt. Die internationale Cricket-Tour war Teil der internationalen Cricket-Saison 2008 und umfasste drei Test Matches, ein Twenty20 und fünf ODIs. England gewann die Test-Serie 2–0 und das Twenty20, während Neuseeland die ODI-Serie 3–1 gewann. Der Sieg Englands in der Testserie platzierte die Mannschaft auf den dritten Platz der ICC Test Championship.

## Vorgeschichte
Die Tour wurde geplant auf den Hinblick, dass sie als Vorbereitung auf die geplante ICC Champions Trophy im selben Jahr dienen sollte, die jedoch erst ein Jahr später ausgetragen wurde. Die neu entstehende Indian Premier League sorgte dafür dass mit dem frühen Start der Vorbereitung der Tour einige neuseeländischen Spieler für die Tour Matches nicht zur Verfügung standen.

## Stadien
Die folgenden Stadien wurden für die Tour als Austragungsort vorgesehen und am 4. Juni 2007 festgelegt.
| Stadion                     | Stadt             | Kapazität | Spiele          |
| --------------------------- | ----------------- | --------- | --------------- |
| Edgbaston Cricket Ground    | Birmingham        | 24.803    | 2. ODI          |
| Bristol County Ground       | Bristol           | 17.500    | 3. ODI          |
| Emirates Durham             | Chester-le-Street | 17.000    | 1. ODI          |
| Trent Bridge                | Nottingham        | 15.350    | 3. Test         |
| The Oval                    | London            | 23.500    | 4. ODI          |
| Lord’s Cricket Ground       | London            | 30.000    | 1. Test; 5. ODI |
| Old Trafford Cricket Ground | Manchester        | 19.000    | 2. Test; 1. T20 |

## Kaderlisten
Australien benannte seine Kader am 5. April 2008.
England benannte seinen Test-Kader am 11. Mai und seine Limited-Overs-Kader am 5. Juni 2008.
| Test | Test | ODI | ODI | Twenty20 | Twenty20 |
| England | Neuseeland | England | Neuseeland | England | Neuseeland |
| --- | --- | --- | --- | --- | --- |
| - Michael Vaughan (K) - Tim Ambrose (wk) - James Anderson - Ian Bell - Ravi Bopara - Stuart Broad - Paul Collingwood - Alastair Cook - Matthew Hoggard - Monty Panesar - Kevin Pietersen - Ryan Sidebottom - Andrew Strauss - Graeme Swann - Chris Tremlett | - Daniel Vettori (K) - Brendon McCullum (VK, wk) - Grant Elliott - Daniel Flynn - Peter Fulton - Mark Gillespie - Gareth Hopkins (wk) - Jamie How - James Marshall - Chris Martin - Michael Mason - Kyle Mills - Iain O’Brien - Jacob Oram - Jeetan Patel - Aaron Redmond - Tim Southee - Ross Taylor | - Paul Collingwood (K) - Tim Ambrose (wk) - James Anderson - Ian Bell - Ravi Bopara - Alastair Cook - Dimitri Mascarenhas - Kevin Pietersen - Owais Shah - Ryan Sidebottom - Andrew Strauss - Graeme Swann - Chris Tremlett - Luke Wright | - Daniel Vettori (K) - Brendon McCullum (VK, wk) - Grant Elliott - Daniel Flynn - Peter Fulton - Mark Gillespie - Gareth Hopkins (wk) - Jamie How - James Marshall - Michael Mason - Kyle Mills - Jacob Oram - Jeetan Patel - Jesse Ryder - Tim Southee - Scott Styris - Ross Taylor | - Paul Collingwood (K) - Stuart Broad (VK) - Tim Ambrose (wk) - James Anderson - Ian Bell - Ravi Bopara - Alastair Cook - Dimitri Mascarenhas - Kevin Pietersen - Owais Shah - Ryan Sidebottom - Graeme Swann - Chris Tremlett - Luke Wright | - Daniel Vettori (K) - Brendon McCullum (VK, wk) - Grant Elliott - Daniel Flynn - Peter Fulton - Mark Gillespie - Gareth Hopkins (wk) - Jamie How - James Marshall - Michael Mason - Kyle Mills - Jacob Oram - Jeetan Patel - Jesse Ryder - Tim Southee - Scott Styris - Ross Taylor |

## Tour Matches

### ODI gegen Irland
| 1. Juli Scorecard | Aberdeen | Neuseeland 402-2 (50)           | – | Irland 112 (28.3) |
|                   |          | Neuseeland gewinnt mit 290 Runs |   |                   |

Dieser Sieg war der größte Abstand gemessen in Runs in einem ODI.

### ODI in Schottland
| 3. Juli Scorecard | Aberdeen | Schottland 101 (33.2)            | – | Neuseeland 102-2 (14.4) |
|                   |          | Neuseeland gewinnt mit 8 Wickets |   |                         |

### Tour Matches gegen First-Class-Clubs
| 27. April Scorecard | Arundel Castle | New Zealanders 239-7 (47) | – | Marylebone Cricket Club 44-2 (9) |
|                     |                | No Result                 |   |                                  |

| 28. – 30. April Scorecard | Canterbury | Kent 324-1d (90) | – | New Zealanders 92-1 (38.2) |
|                           |            | Remis            |   |                            |

| 2. – 5. Mai Scorecard | Chelmsford | New Zealanders 355 (91.1) & 195 (67.4) | – | Essex 258 (90.4) & 200 (70.1) |
|                       |            | New Zealanders gewinnen mit 92 Runs    |   |                               |

| 8. – 11. Mai Scorecard | Southampton | England Lions 280 (87.5) & 360-8d (89.3) | – | New Zealanders 273 (99.4) & 201-4 (60) |
|                        |             | Remis                                    |   |                                        |

| 30. Mai – 1. Juni Scorecard | Northampton | New Zealanders 363 (98.2) & 317-7d (73.2) | – | Northamptonshire 214-9d (60.4) & 85-2 (20) |
|                             |             | Remis                                     |   |                                            |

| 11. Juni Scorecard | Worcester | New Zealanders 358-8 (50)           | – | Worcestershire 263 (48) |
|                    |           | New Zealanders gewinnen mit 95 Runs |   |                         |

## Tests

### Erster Test in London (Lord’s)
| 15. – 19. Mai Scorecard | London (Lord’s) | Neuseeland 277 (86.2) & 269-6 (86.2) | – | England 319 (113.3) |
|                         |                 | Remis                                |   |                     |

### Zweiter Test in Manchester
| 23. – 27. Mai Scorecard | Manchester | Neuseeland 381 (90.3) & 114 (41.2) | – | England 202 (83.3) & 294-4 (88) |
|                         |            | England gewinnt mit 6 Wickets      |   |                                 |

### Dritter Test in Nottingham
| 5. – 9. Juni Scorecard | Nottingham | England 364 (126.5)                          | – | Neuseeland 123 (46.3) & 232 (72.3) (f/o) |
|                        |            | England gewinnt mit einem Innings und 9 Runs |   |                                          |

## Twenty20 International in Manchester
| 13. Juni Scorecard | Manchester | Neuseeland 123-9 (20)         | – | England 127-1 (17.3) |
|                    |            | England gewinnt mit 9 Wickets |   |                      |

## One-Day Internationals

### Erstes ODI in Chester-le-Street
| 15. Juni Scorecard | Chester-le-Street | England 307-5 (50)           | – | Neuseeland 193 (42.5) |
|                    |                   | England gewinnt mit 114 Runs |   |                       |

### Zweites ODI in Birmingham
| 18. Juni Scorecard | Birmingham | England 162 (24/24) | – | Neuseeland 127-2 (19/24) |
|                    |            | No Result           |   |                          |

Auf Grund einer umstrittenen Pausenregelung, war es Neuseeland nicht möglich das entscheidende Over zu spielen, dass zu einem Resultat geführt hätte. Daraufhin hat der Weltverband ICC diese Regelung einen Tag später geändert.

### Drittes ODI in Bristol
| 21. Juni Scorecard | Bristol | Neuseeland 182 (50)            | – | England 160 (46.2) |
|                    |         | Neuseeland gewinnt mit 22 Runs |   |                    |

### Viertes ODI in London (Oval)
| 25. Juni Scorecard | London (Oval) | England 245 (49.4)              | – | Neuseeland 246-9 (50) |
|                    |               | Neuseeland gewinnt mit 1 Wicket |   |                       |

Im Spiel entstand eine Kontroverse, als der neuseeländische Batsman Grant Elliott beim Versuch, einen weiteren Run zu erzielen, mit dem Engländer Ryan Sidebottom kollidierte und stürzte. Das englische Team brach daraufhin dessen Wicket und der englische Kapitän Paul Collingwood weigerte sich auf Nachfrage des Schiedsrichters, den Appell zurückzunehmen, womit Elliot ausschied. Des Weiteren wurde Collingwood für vier ODI gesperrt und das ganze englische Team mit einer Geldstrafe belegt, weil es versäumte die vorgegebene Zahl an Overn zu bowlen. Im letzten ODI wurde Collingwood durch Kevin Pietersen ersetzt.

### Fünftes ODI in London (Lord’s)
| 28. Juni Scorecard | London (Lord’s) | Neuseeland 266-5 (50)          | – | England 215 (47.5) |
|                    |                 | Neuseeland gewinnt mit 51 Runs |   |                    |

## Statistiken
Die folgenden Cricketstatistiken wurden bei dieser Tour erzielt.
| Tests            | Tests      | Tests   | Tests   | Tests   | Tests   | Tests   | Tests   | Tests   |
| Batting          | Batting    | Batting | Batting | Batting | Batting | Batting | Batting | Batting |
| Spieler          | Mannschaft | Spiele  | Innings | Runs    | Average | HS      | 100s    | 50s     |
| ---------------- | ---------- | ------- | ------- | ------- | ------- | ------- | ------- | ------- |
| Andrew Strauss   | England    | 3       | 4       | 266     | 66,50   | 106     | 1       | 2       |
| Ross Taylor      | Neuseeland | 3       | 6       | 243     | 48,60   | 154*    | 1       | 0       |
| Jacob Oram       | Neuseeland | 3       | 6       | 231     | 46,20   | 101     | 1       | 1       |
| Jamie How        | Neuseeland | 3       | 6       | 227     | 37,83   | 68      | 0       | 2       |
| Brendon McCullum | Neuseeland | 3       | 6       | 212     | 35,33   | 97      | 0       | 2       |
| Bowling          |            |         |         |         |         |         |         |         |
| Spieler          | Mannschaft | Spiele  | Overs   | Wickets | Average | BBI     | 5W      | 10W     |
| James Anderson   | England    | 3       | 103.3   | 19      | 19,31   | 7/43    | 1       | 0       |
| Ryan Sidebottom  | England    | 3       | 130     | 17      | 20,47   | 6/67    | 1       | 0       |
| Daniel Vettori   | Neuseeland | 3       | 117.2   | 12      | 26,91   | 5/66    | 2       | 0       |
| Monty Panesar    | England    | 3       | 85      | 9       | 27,22   | 6/37    | 1       | 0       |
| Iain O’Brien     | Neuseeland | 2       | 66      | 8       | 23,12   | 4/74    | 0       | 0       |

| ODIs             | ODIs       | ODIs    | ODIs    | ODIs    | ODIs    | ODIs    | ODIs    | ODIs    |
| Batting          | Batting    | Batting | Batting | Batting | Batting | Batting | Batting | Batting |
| Spieler          | Mannschaft | Spiele  | Innings | Runs    | Average | HS      | 100s    | 50s     |
| ---------------- | ---------- | ------- | ------- | ------- | ------- | ------- | ------- | ------- |
| Owais Shah       | England    | 5       | 5       | 199     | 39,80   | 69      | 0       | 2       |
| Scott Styris     | Neuseeland | 5       | 5       | 197     | 65,66   | 87*     | 0       | 2       |
| Paul Collingwood | England    | 4       | 4       | 149     | 37,25   | 64      | 0       | 1       |
| Ian Bell         | England    | 5       | 5       | 139     | 27,80   | 46      | 0       | 0       |
| Brendon McCullum | Neuseeland | 5       | 5       | 137     | 34,25   | 60*     | 0       | 1       |
| Bowling          |            |         |         |         |         |         |         |         |
| Spieler          | Mannschaft | Spiele  | Overs   | Wickets | Average | BBI     | 5W      | 10W     |
| Tim Southee      | Neuseeland | 5       | 44      | 13      | 18,23   | 4/38    | 0       | 0       |
| Kyle Mills       | Neuseeland | 5       | 44      | 8       | 28,00   | 2/24    | 0       | 0       |
| Paul Collingwood | England    | 4       | 23.5    | 7       | 15,85   | 4/15    | 0       | 0       |
| Stuart Broad     | England    | 5       | 41      | 7       | 21,00   | 2/14    | 0       | 0       |
| Graeme Swann     | England    | 5       | 39      | 7       | 23,28   | 2/33    | 0       | 0       |

| Twenty20         | Twenty20   | Twenty20 | Twenty20 | Twenty20 | Twenty20 | Twenty20 | Twenty20 | Twenty20 |
| Batting          | Batting    | Batting  | Batting  | Batting  | Batting  | Batting  | Batting  | Batting  |
| Spieler          | Mannschaft | Spiele   | Innings  | Runs     | Average  | HS       | 100s     | 50s      |
| ---------------- | ---------- | -------- | -------- | -------- | -------- | -------- | -------- | -------- |
| Ian Bell         | England    | 1        | 1        | 60       | –        | 60*      | 0        | 1        |
| Kevin Pietersen  | England    | 1        | 1        | 42       | –        | 42*      | 0        | 0        |
| Ross Taylor      | Neuseeland | 1        | 1        | 25       | 25,00    | 25       | 0        | 0        |
| Brendon McCullum | Neuseeland | 1        | 1        | 24       | 24,00    | 24       | 0        | 0        |
| Luke Wright      | England    | 1        | 1        | 24       | 24,00    | 24       | 0        | 0        |
| Bowling          |            |          |          |          |          |          |          |          |
| Spieler          | Mannschaft | Spiele   | Overs    | Wickets  | Average  | BBI      | 5W       | 10W      |
| Stuart Broad     | England    | 1        | 4        | 2        | 8,50     | 2/17     | 0        | 0        |
| Graeme Swann     | England    | 1        | 4        | 2        | 10,50    | 2/21     | 0        | 0        |
| James Anderson   | England    | 1        | 4        | 2        | 12,50    | 2/25     | 0        | 0        |
| Paul Collingwood | England    | 1        | 2        | 1        | 17,00    | 1/17     | 0        | 0        |
| Michael Mason    | Neuseeland | 1        | 3        | 1        | 18,00    | 1/18     | 0        | 0        |
| Luke Wright      | England    | 1        | 4        | 1        | 32,00    | 1/32     | 0        | 0        |

## Player of the Series
Als Player of the Series wurden die folgenden Spieler ausgezeichnet.
| Serie | Player of the Series          |
| ----- | ----------------------------- |
| Test  | Andrew Strauss Daniel Vettori |
| ODI   | Tim Southee                   |

### Player of the Match
Als Player of the Match wurden die folgenden Spieler ausgezeichnet.
| Spiel   | Player of the Match |
| ------- | ------------------- |
| 1. Test | Daniel Vettori      |
| 2. Test | Monty Panesar       |
| 3. Test | James Anderson      |
| 1. ODI  | Kevin Pietersen     |
| 3. ODI  | Kyle Mills          |
| 4. ODI  | Scott Styris        |
| 5. ODI  | Scott Styris        |
| 1. T20  | Ian Bell            |